# Anželika Stubajlo
 (in russo Анжелика Вадимовна Стубайло?; Volgograd, 5 settembre 2001) è una ginnasta russa.

## Biografia
Stubajlo ha disputato con la squadra della Russia i II Giochi europei che si sono svolti a Minsk nel 2019 vincendo, insieme a Vera Birjukova, Anastasija Maksimova, Anastasija Šišmakova, e Marija Tolkačëva, la medaglia d'oro nelle 5 palle e il bronzo nell'all-around. Lo stesso anno partecipa per la sua prima volta anche ai campionati mondiali, laureandosi campionessa nel concorso generale e nei 3 cerchi / 4 clavette, più un terzo posto ottenuto nelle 5 palle, a Baku 2019.

## Palmarès
- Campionati mondiali di ginnastica ritmica.

Baku 2019: oro nell'all-around e nei 3 cerchi / 4 clavette, bronzo nelle 5 palle.
- Giochi europei

Minsk 2019: oro nelle 5 palle, bronzo nell'all-around.